# Jack Archie Fowlie
Jack Archie Fowlie ( 1929 - 1993) fue un zoólogo, botánico estadounidense, especialista en orquídeas. En 1955, obtuvo su Ph.D. por la Universidad del Estado de Wayne. Fue cultivador de orquídeas, aventurero, y durante mucho tiempo editor de Orchid Digest.

## Obras
- 1984. The Rupicolous Laelias. Con Guido F.J. Pabst, George Stelzner, Denis I. Duveen. 22 pp.

## Honores

### Eponimia
- (Orchidaceae) Cyrtopodium fowliei L.C.Menezes[2]

- (Orchidaceae) Epidendrum fowliei (Duveen) J.M.H.Shaw[3]

- (Orchidaceae) Stanhopea × fowlieana Jenny[4]

- (Orchidaceae) Sudamerlycaste fowliei (Oakeley) Archila[5]

- La abreviatura «Fowlie» se emplea para indicar a Jack Archie Fowlie como autoridad en la descripción y clasificación científica de los vegetales.[6]